# Kazoku

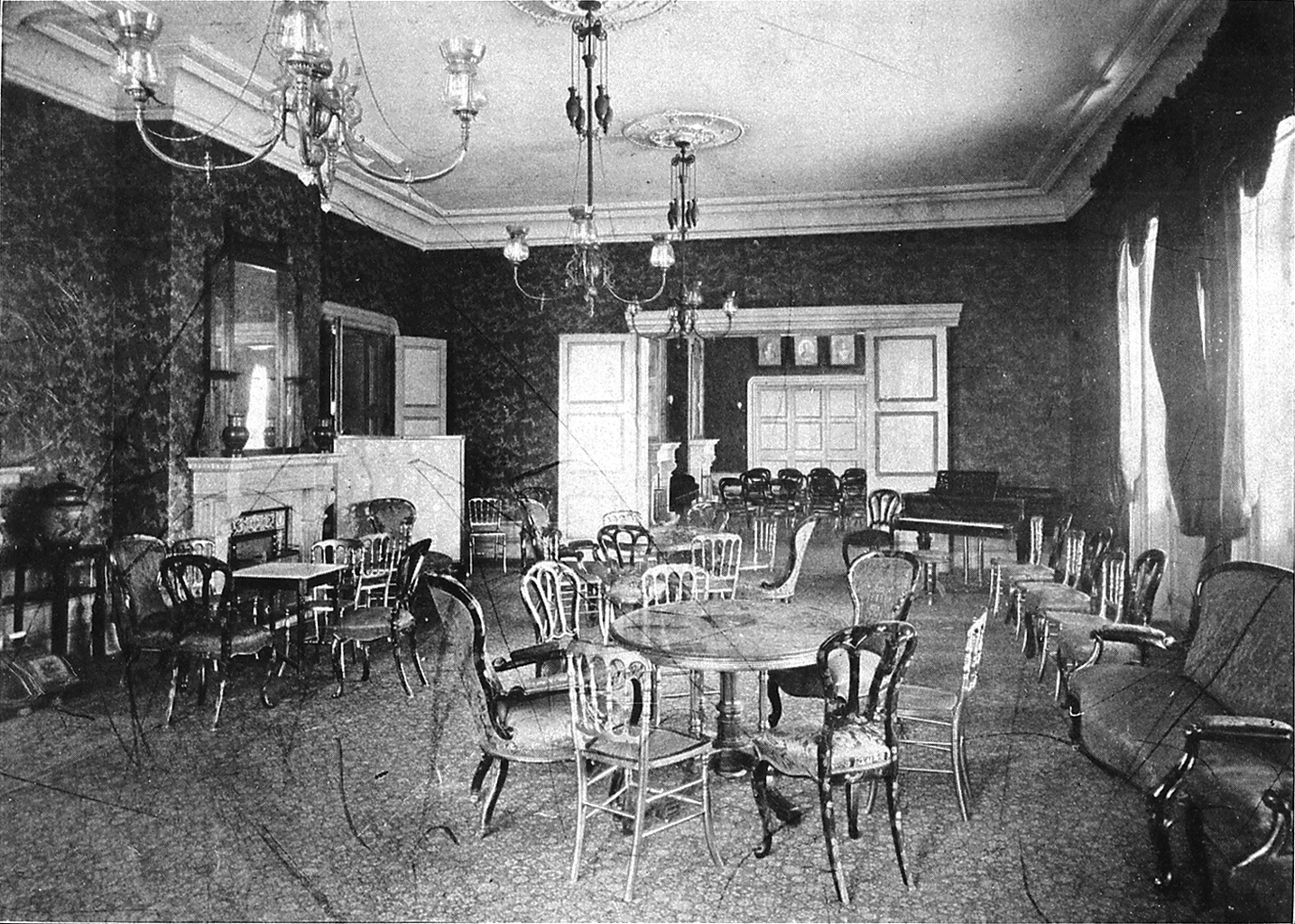
Interno del Club dei Pari, Tokyo 1912.

Il Kazoku (華族? letteralmente "lignaggio illustre/floreale") fu il sistema ereditario di nobiltà dell'Impero del Giappone in vigore tra il 1869 e il 1947.

## Origini
Successivamente alla restaurazione Meiji del 1868, l'antica nobiltà della corte di Kyoto (kuge) riguadagnò parte dello stato sociale perduto durante i secoli di dominio degli shōgun. Diversi membri del kuge ebbero un ruolo cruciale nella detronizzazione dello shogunato Tokugawa e furono posti a capo di tutti e sette i nuovi dipartimenti amministrativi creati dal primo governo Meiji.
Il 25 luglio 1869, come parte delle riforme di occidentalizzazione, gli oligarchi Meiji fusero le precedenti nobiltà kuge e daimyō (signori feudali) creando una classe aristocratica allargata che distinse gli stessi kuge e daimyo dalle altre classi sociali, gli shizoku (i precedenti samurai) e gli heimin (gli uomini comuni). Itō Hirobumi, uno dei principali autori della Costituzione Meiji, intendeva il nuovo sistema kazoku come baluardo politico e sociale per il "restaurato" imperatore e per l'istituzione imperiale giapponese. Secondo la costituzione, i kuge e i daimyo consistevano di un gruppo di 427 famiglie.
Tutti i membri del kazoku senza un incarico ufficiale nel governo delle province vennero inizialmente obbligati a risiedere a Tokyo. Per la fine del 1869 venne adottato un sistema di pensionamento che gradualmente liberò i kazoku dalle loro posizioni come governatori provinciali e leader di governo. I compensi inizialmente promessi dal governo furono infine rimpiazzati da titoli di Stato.

## Sviluppo

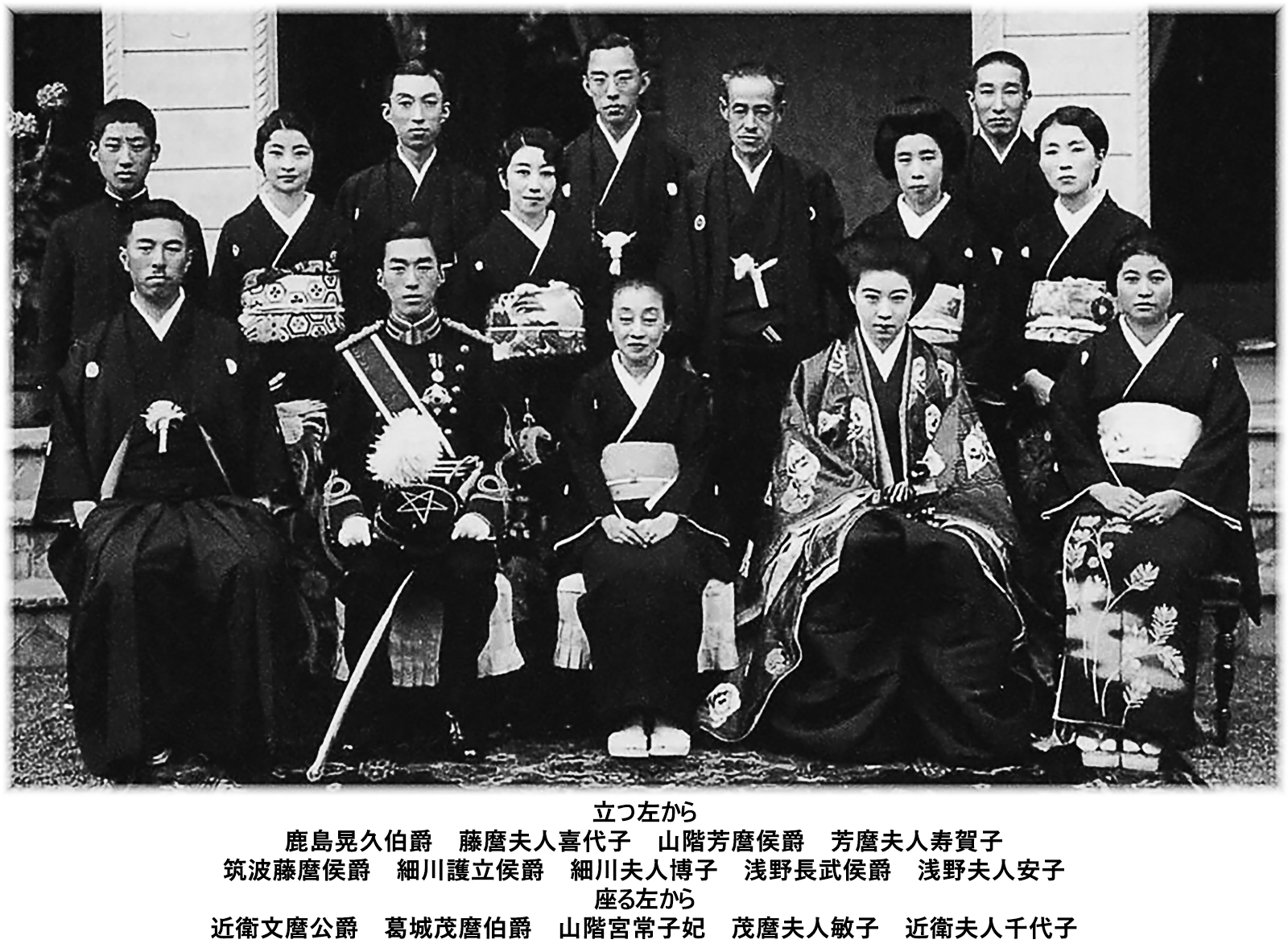
Kazoku, foto di gruppo

Con il Peerage Act del 7 luglio 1884, sostenuto dal futuro primo ministro Hirobumi Ito reduce da un lungo viaggio in Europa per studiare i sistemi di governo occidentale, il governo Meiji espanse la nobiltà ereditaria premiando con l'ingresso nel kazoku persone che avevano compiuto atti eccezionali al servizio della nazione. Il governo inoltre divise il kazoku in cinque ranghi basati esplicitamente sulla parìa inglese, ma con titoli derivati dall'antica nobiltà cinese:
1. Principe o duca (公爵?, kōshaku)
2. Marchese (侯爵?, kōshaku)
3. Conte (伯爵?, hakushaku)
4. Visconte (子爵?, shishaku)
5. Barone (男爵?, danshaku)

La distribuzione iniziale dei ranghi kazoku per le casate di discendenza kuge dipese dal rango raggiunto dai loro antenati presso la corte imperiale. Gli eredi delle cinque case reggenti (go-seike) appartenenti alla dinastia Fujiwara (Konoe, Takatsukasa, Kujō, Ichijō e Nijō) divennero principi. I capi delle altre casate kuge (tra cui Daigo, Hamuro, Kumamoto, Hirohata, Kazan'in, Kikutei, Koga, Nakamikado, Nakayama, Oinomikado, Saga, Sanjo, Saionji, Shijō e Tokudaiji) divennero marchesi. Anche il capo della dinastia Shō, la casa reale dell'abolito ed annesso Regno delle Ryūkyū delle isole Okinawa, ricevette il titolo di marchese. Quando l'impero coreano venne annesso nel 1910, ai membri della locale dinastia Yi venne mediatizzato il titolo di imperatore a quello di re (王).
Ad eccezione dei discendenti dello Tokugawa, il rango kazoku dei precedenti daimyo dipendeva dalla rendita in riso dei loro territori: quelli che producevano almeno 150.000 koku annui divennero marchesi, quelli con almeno 50.000 koku divennero conti e così via. Il precedente shōgun, Tokugawa Yoshinobu, divenne principe, i capi dei principali rami cadetti Tokugawa (shinpan daimyo) divennero marchesi e i capi dei rami cadetti secondari divennero conti.

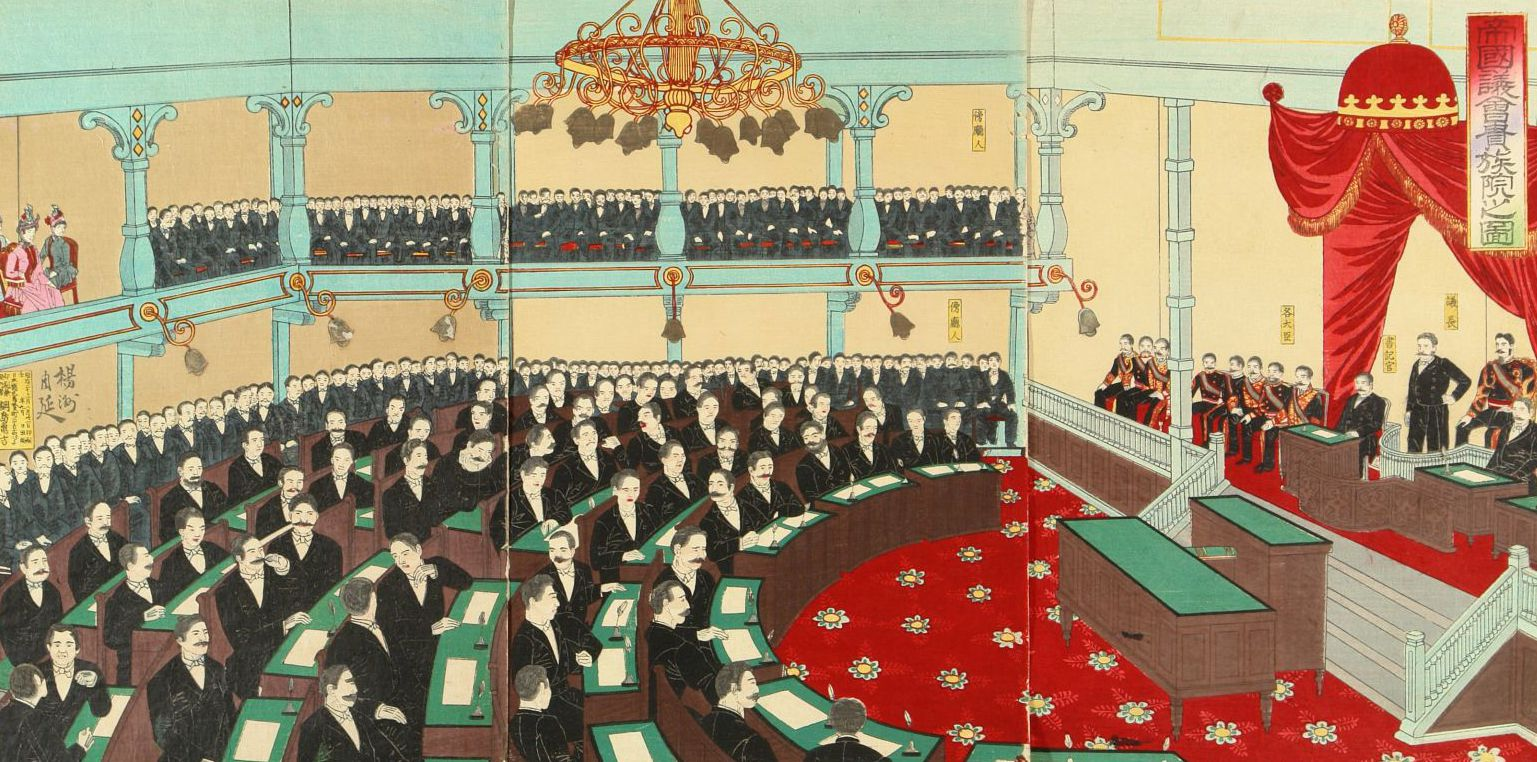
L'imperatore Meiji in una sessione formale della Camera dei Pari. Stampa su legno Ukiyo-e di Yōshū Chikanobu, 1890

Come per la Paria britannica, solo i detentori di un titolo e le loro consorti erano considerati parte del kazoku. I detentori dei due ranghi massimi, principe e marchese, erano automaticamente membri della Camera dei pari nella Dieta del Giappone. L'appartenenza alla Camera dei Pari era ereditaria e diveniva effettiva al raggiungimento della maggiore età se gli eredi erano minori al momento della successione. Conti, visconti e baroni eleggevano fino a 150 rappresentanti dal loro rango per sedere nella Camera dei Pari.
Il titolo e le retribuzioni spettavano al primogenito e spesso membri del kazoku adottarono figli dei propri rami cadetti e di altre casate kazoku per impedire l'estinzione della famiglia e del diritto alla successione. Un emendamento del 1904 alla Legge imperiale sulle casate del 1889 permise ai principi minori (ōke) della famiglia imperiale di rinunciare al rango imperiale e diventare pari o eredi di pari senza discendenti. Inizialmente vi furono 11 principi o duchi non imperiali, 24 marchesi, 76 conti, 324 visconti e 74 baroni per un totale di 509 pari. Nel 1928, dopo la nomina di nuovi nobili, si arrivò ad un totale di 954 pari: 18 principi o duchi non imperiali, 40 marchesi, 108 conti, 379 visconti e 409 baroni. Il kazoku raggiunse un picco di 1016 membri nel 1944.
Nel 1946 la nuova Costituzione del Giappone abolì il kazoku e tutti i titoli di nobiltà o di rango eccetto quelli della famiglia imperiale. Nonostante ciò molti discendenti delle famiglie kazoku continuano a occupare ruoli preminenti nella politica, industria e società giapponese.